# Радулов, Семён Иванович
Семё́н Ива́нович Раду́лов (укр. Семен Іванович Радулов; 30 августа 1989, с. Александровка, Болградский район, Одесская область, Украинская ССР, СССР) — украинский борец, бронзовый призёр чемпионата Европы 2016 года, бронзовый призёр Летней Универсиады 2013 года, мастер спорта Украины международного класса.

## Биография
Радулов родился 30 августа 1989 года в селе Александровка Болградского района, на юге Одесской области). После школы, окончил Каменец-Подольский национальный университет имени Ивана Огиенко.

## Спортивная карьера
С 2013 по 2019 пять раз принимал участие на чемпионатах мира по борьбе и четырежды принимал участие на чемпионатах Европы. В 2016 году в Риге, на втором для себя чемпионате Европы по борьбе, завоевал бронзовую медаль, выступая в весовой категории до 65 кг.
В 2018 году стал чемпионом мира по пляжной борьбе, который проходил в Турции 